# Cucullia hermiguae
Cucullia hermiguae är en fjärilsart som beskrevs av Rudolf Pinker och Bacallado 1979. Cucullia hermiguae ingår i släktet Cucullia och familjen nattflyn. Inga underarter finns listade i Catalogue of Life.